# Felice Mastrangelo
Felice Mastrangelo (Montalbano Jonico, 6 aprile 1773 – Napoli, 14 ottobre 1799) è stato un patriota italiano.
Giacobino, ricoprì cariche amministrative sotto la Repubblica Napoletana; con Nicola Palomba organizzò la Rivoluzione altamurana, ma fu sconfitto dalle forze sanfediste, catturato e condannato a morte.

## Biografia
Nato da Maurizio, medico, e Vincenza Izzo, ricevette i primi insegnamenti nel suo paese natale dall'abate Nicola Maria Troyli, lo stesso che avviò allo studio un altro patriota montalbanese, Francesco Lomonaco. Mastrangelo si spostò in seguito a Napoli, studiando medicina e, dopo la laurea conseguita nel 1792, fu arruolato nell'esercito borbonico, partecipando alle campagne antifrancesi ma disertò a causa delle sue idee giacobine.
Ritornato a Montalbano, quando i giacobini partenopei avevano instaurato la Repubblica Napoletana, Mastrangelo iniziò a divulgare gli ideali repubblicani, servendosi del palazzo di una gentildonna locale, Rachele Cassano, che divenne una vera e propria sala patriottica in cui parteciparono numerosi sostenitori del nuovo governo.
Mastrangelo ricevette la nomina di generale del Dipartimento del Bradano, che comprendeva i comuni pugliesi di Altamura, Molfetta, Bisceglie, Trani, Barletta e i comuni lucani di Montepeloso, Potenza, Marsiconuovo, Montemurro, Stigliano e Pisticci. Venne inviato a Matera, affiancando il sacerdote Nicola Palomba di Avigliano, commissario del dipartimento e nuovo governatore della città.
Con l'avanzata dell'esercito sanfedista di Fabrizio Ruffo e con il ritorno di Matera al potere borbonico, Mastrangelo e Palomba furono costretti a fuggire ad Altamura, ancora in mano ai repubblicani. Una volta ad Altamura, assieme al commissario Nicola Palomba, diresse la cosiddetta Rivoluzione altamurana.
Egli entrò subito in attrito con le scelte della Municipalità, che voleva evitare lo scontro diretto con i borbonici e tentare di coinvolgerli, pacificamente, nel nuovo sistema politico. Nel frattempo, da Matera, sotto il controllo sanfedista, giunsero minacce alla roccaforte giacobina. Lo scontro con l'esercito borbonico era oramai imminente e la città formò un esercito di 1 000 uomini mal equipaggiati, che dovette fronteggiare un'armata di 20 000 soldati.
Il generale Felice Mastrangelo e il commissario Nicola Palomba valutarono che Altamura non poteva più difendersi. Allora il generale Mastrangelo, temendo che i prigionieri potessero svelare al cardinale i capi e i fatti del governo repubblicano, ordinò ad alcuni componenti dei loro uomini (non altamurani) la fucilazione di tutti i prigionieri (rinchiusi nel refettorio del convento di San Francesco). Successivamente il commissario Palomba e il generale Mastrangelo fuggirono coi loro uomini. Gli altamurani allora decisero di abbandonare di sera tardi la città, ormai indifendibile a causa della scarsità di munizioni (tanto che si arrivò a sparare monete, come raccontato da Domenico Sacchinelli nelle Memorie, 1836).
Quelli che non vollero o non riuscirono ad abbandonare la città vennero sterminati dai soldati di Ruffo, i quali si diedero anche a razzie. La latitanza di Mastrangelo fu di breve durata e, una volta catturato, fu condannato a morte nella piazza del Mercato a Napoli, assieme a Palomba. L'esecuzione capitale avvenne il 14 ottobre 1799 e, nei suoi ultimi istanti di vita, Mastrangelo urlò: «muoio libero». Venne sepolto nella Chiesa di Sant'Alessio.